# Bitwa pod Fawencją
Bitwa pod Fawencją – starcie zbrojne, które miało miejsce w roku 82 p.n.e. w czasie tak zwanej I wojnie domowej w republikańskim Rzymie (83–82 p.n.e.).
Po bitwie pod Spoletium Gnejusz Pompejusz skierował się przeciwko Gajuszowi Mariuszowi Młodszemu ku Preneste, blokując miasto. Po drodze jego wojska przygotowały zasadzkę na nadchodzących z pomocą obrońcom Preneste, żołnierzy Gnejusza Papiriusza Karbona (30 000 ludzi pod wodzą Marcjusza), rozbijając je całkowicie w wąwozie koło Spoletium. Pobite resztki armii Marcjusza wycofały się z rejonu walk. Niepowodzeniem zakończyła się również druga próba przebicia do Preneste podjęta przez wojska popularów z południa pod wodzą Marka Lamponiusza. 
Odchodząc spod Preneste Karbon w towarzystwie wojsk dowodzonych przez Gajusza Norbanusa pociągnął pod Fawencję, gdzie znajdował się obóz Kwintusa Cecyliusza Metellusa. Karbon zamierzając wykorzystać element zaskoczenia uderzył na siły optymatów, jednak te nie dały się zaskoczyć. W krwawej bitwie wojska Norbanusa i Karbona poniosły klęskę, tracąc 10 000 ludzi. Około 6 000 żołnierzy przeszło na stronę Metellusa. Do Ariminium powróciło zaledwie 1000 żołnierzy Karbona.